# Kansas City Mavericks
Die Kansas City Mavericks (bis 2017 Missouri Mavericks) sind eine US-amerikanische Eishockeymannschaft aus Kansas City, Missouri. Das Team spielt seit der Saison 2014/15 in der ECHL.

## Geschichte
Die Verantwortlichen der Central Hockey League gaben am 16. April 2009 bekannt, dass die Stadt Independence aus Missouri ein Expansions-Franchise erhält, welches seit der Saison 2009/10 am Spielbetrieb der CHL teilnimmt.

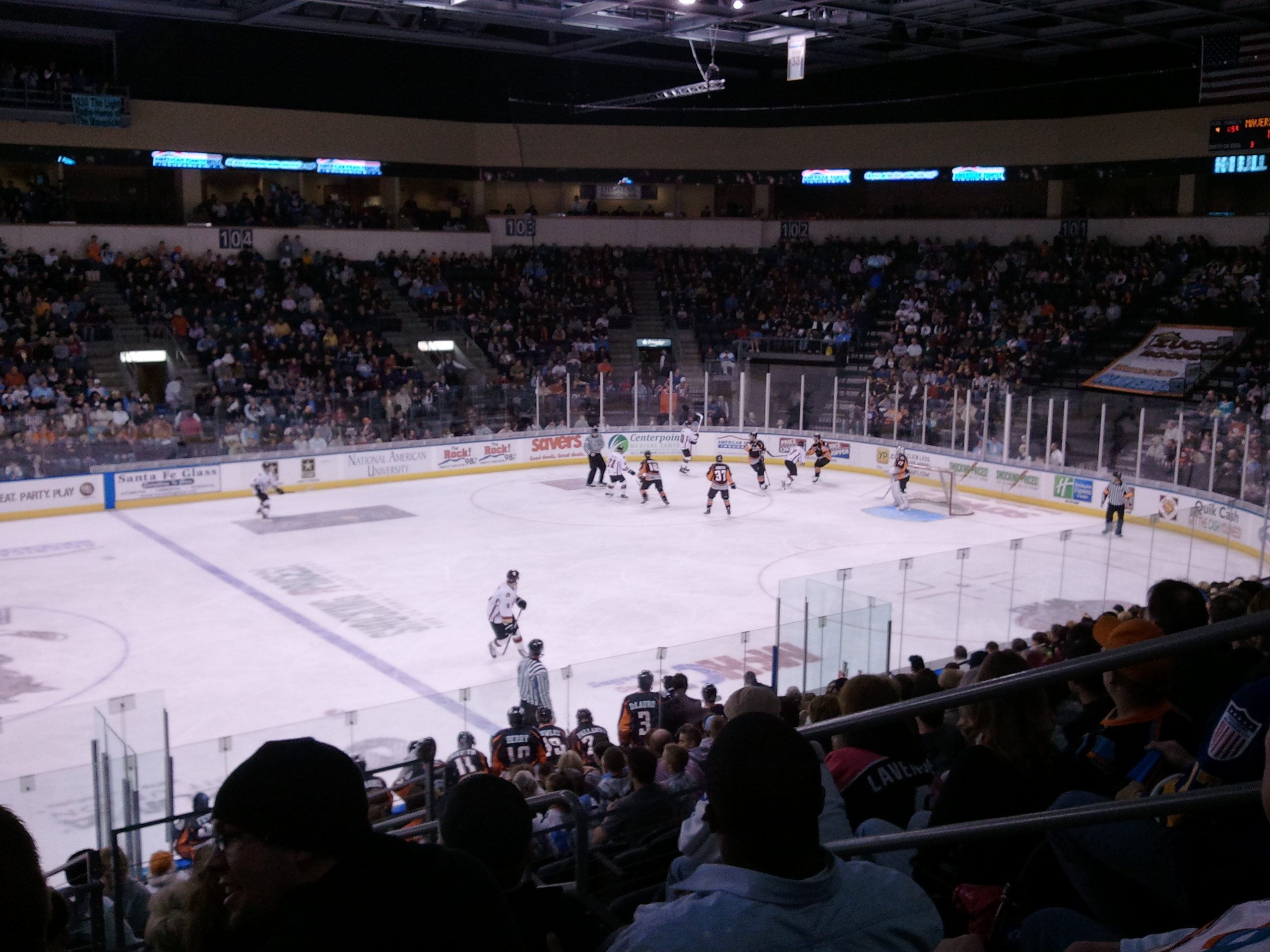
Spielszene in der Independence Events Center im Februar 2011

Gemeinsam mit der Tageszeitung „The Examiner“ aus Independence veranstalteten die Teambesitzer der Independence Professional Hockey, LLC einen Wettbewerb um den neuen Teamnamen zu finden, welcher bis zum 11. Mai 2009 andauerte. Der aus diesem Wettbewerb entstandene Name Missouri Mavericks wurde schließlich zusammen mit dem Logo und den Clubfarben am 24. Juni 2009 vorgestellt.
Als erster Trainer in ihrer Franchisegeschichte nahmen die Mavericks Scott Hillman unter Vertrag, der zwei Mal mit den Knoxville Ice Bears die Meisterschaft der Southern Professional Hockey League gewann. Den Posten als General Manager erhielt Brent Thiessen.
Am 7. Oktober 2014 wurden die Mavericks und die anderen sechs verbliebenen CHL-Teilnehmer in die ECHL aufgenommen. Der Spielbetrieb der CHL wurde wegen zu weniger Mannschaften eingestellt. Die Mannschaft spielte bis zum Sommer 2017 weiterhin in Independence, ehe das Team innerhalb des Staates nach Kansas City umgesiedelt wurde.

## Saisonstatistik
Abkürzungen: GP = Spiele, W = Siege, L = Niederlagen, T = Unentschieden, OTL = Niederlagen nach Overtime SOL = Niederlagen nach Shootout, Pts = Punkte, GF = Erzielte Tore, GA = Gegentore, PIM = Strafminuten
| Saison  | GP | W  | L  | T | OTL | SOL | Pts | GF  | GA  | Platz, Division | Playoffs                        |
| ------- | -- | -- | -- | - | --- | --- | --- | --- | --- | --------------- | ------------------------------- |
| 2009/10 | 64 | 31 | 27 | — | 2   | 4   | 68  | 200 | 220 | 5., Northern    | Niederlage in der zweiten Runde |
| 2010/11 | 66 | 37 | 23 | — | 4   | 2   | 80  | 213 | 173 | 4., Turner      | Niederlage in der zweiten Runde |
| 2011/12 | 66 | 39 | 21 | — | 2   | 4   | 84  | 223 | 200 | 3., Turner      | Niederlage in der zweiten Runde |
| 2012/13 | 66 | 35 | 25 | — | 3   | 3   | 76  | 217 | 222 | 5., Berry       | Niederlage in der zweiten Runde |
| 2013/14 | 66 | 44 | 20 | — | 1   | 1   | 90  | 238 | 184 | 1., Berry       | Niederlage in der ersten Runde  |
| 2014/15 | 72 | 28 | 35 | — | 5   | 4   | 65  | 192 | 231 | 6., Central     | nicht qualifiziert              |